# 高知大学教育学部附属中学校
高知大学教育学部附属中学校（こうちだいがくきょういくがくぶふぞくちゅうがっこう、Junior High School Attached to the Department of Education, Kochi University）は、高知県高知市に所在する高知大学教育学部附属の国立中学校。通称は「附中（ふちゅう）」「附属中（ふぞくちゅう）」。同じ敷地に附属小学校がある。

## 概要
- 教育学部附属の中学校として、研究と実習を目的とした学校運営がなされている。
- 附属高校が無いため、中学卒業後は他の高校に進学することとなる。
- 1学年の定員は140名で、男女各70名ずつ（このうち男女各約35名は高知大学教育学部附属小学校から入学する。ただし受験が必要）。A組・B組・C組・D組の4クラスに分かれ、1クラスの定員は35名。
- 1時間程度までの通学圏で親権者と同居していることが入学の条件。下宿通学は認めていない。
- 体育祭と文化祭は共に毎年行われる。
- 吹奏楽部が強豪である。
- 合唱部が県大会を突破し、2021年3月に開かれた声楽アンサンブルコンテスト全国大会に出場した。全国大会出場は附属中合唱部史上初のことである。優良賞を受賞。
- バドミントン部がない｡

## 沿革
- 1947年4月1日 - 高知市大膳様町に高知師範学校男子部附属中学校を、同市春野町に同女子部附属中学校を設置。
- 1947年11月6日 - 両附属中学校、高知市朝倉1000番地に移転、合併し、高知師範学校附属中学校となる。
- 1951年4月1日 - 高知大学教育学部附属中学校と改称。
- 1960年9月16日 - 附属中学校校則制定。
- 1964年3月29日 - 朝倉校舎から小津の新築校舎に移転。
- 1969年4月1日 - 特殊学級中学部併設。
- 1974年4月1日 - 特殊学級、養護学校として独立。
- 2004年4月1日 - 国立大学法人化。

## 制服

### 冬服
- 女子
ブラウスの上に紺のジャンパースカートを着て、その上に紺のブレザーを着用する。ジャンパースカートは左胸のところに、ブレザーは左の襟のところに校章が刺繍されている。ジャンパースカートには、学校指定のベルトを着用する。
もしくはブレザー⇒画像
- 男子
Yシャツの上に学生服を着用する。シャツには襟に校章が刺繍されている。ズボンには、学校指定のベルトを着用する。
もしくは、ブレザー⇒画像

### 夏服
- 女子
白のシャツに、白のネクタイ、紺のスカートを着用する。
- 男子
半袖のシャツに夏用のスラックス。

男女ともに指定のカーディガンを着用可。

### 体操服
- 男女ともに校章と名前の刺繍入りの半袖シャツに紺のズボン。
- ジャージ
男女とも青で、左胸に校章が入ったもの。しかし、男女で襟の内側のデザインが多少異なる。

その他
2022年より女子もズボン着用が可能となった（男子も同様）。